# Primer Ministre de Turquia
El Primer ministre de Turquia (en turc, Başbakan) fou el cap de govern en la política turca i el cap del gabinet. Tenia el poder de dissoldre el parlament i, per tant, forçar una nova elecció, la qual cosa havia de fer obligatòriament si ja havien transcorregut quatre anys des de les darreres eleccions. La figura fou abolida amb el referèndum constitucional de 2017 i el president esdevingué cap de l'executiu després de les eleccions legislatives de 2018.

## Llista de Primers Ministres
Aquesta és una llista cronològica de cada govern format pel Primer Ministre de la República de Turquia. S'assigna un número diferent a cada nou Primer Ministre.

### Ex-Primers Ministres
| Primer ministre  | Nascut                            |
| ---------------- | --------------------------------- |
| Yıldırım Akbulut | 2 setembre 1935 – 14 abril 2021   |
| Tansu Çiller     | 24 maig 1946 –                    |
| Mesut Yılmaz     | 6 novembre 1947 – 30 octubre 2020 |
| Abdullah Gül     | 29 octubre 1950 –                 |

### Primers Ministres durant la Guerra d'Independència Turca
|   | Nom                   | Nomenament          | Cessament            | Partit                           |
| - | --------------------- | ------------------- | -------------------- | -------------------------------- |
| 1 | Mustafa Kemal Atatürk | 3 de maig de 1920   | 24 de gener de 1921  | Partit Republicà del Poble (CHP) |
| 2 | Mustafa Fevzi Çakmak  | 24 de gener de 1921 | 9 de juliol de 1922  | Partit Republicà del Poble (CHP) |
| 3 | Hüseyin Rauf Orbay    | 12 de juliol 1922   | 27 d'octubre de 1923 | Partit Republicà del Poble (CHP) |

### República Turca
|    | Nom                             | Nomenament             | Cessament                           | Partit governant                               |
| -- | ------------------------------- | ---------------------- | ----------------------------------- | ---------------------------------------------- |
| 1  | İsmet İnönü, Primer mandat      | 1 de novembre de 1923  | 6 de març de 1924                   | Partit Republicà del Poble (CHP)               |
|    | İsmet İnönü, Segon mandat       | 6 de març de 1924      | 22 de novembre de 1924              | Partit Republicà del Poble (CHP)               |
| 2  | Ali Fethi Okyar                 | 22 de novembre de 1924 | 3 de març de 1925                   | Partit Republicà del Poble (CHP)               |
|    | İsmet İnönü, Tercer mandat      | 4 de març de 1925      | 1 de novembre de 1927               | Partit Republicà del Poble (CHP)               |
|    | İsmet İnönü, Quart mandat       | 1 de novembre de 1927  | 27 de setembre de 1930              | Partit Republicà del Poble (CHP)               |
|    | İsmet İnönü, Cinquè mandat      | 27 de setembre de 1930 | 4 de maig de 1931                   | Partit Republicà del Poble (CHP)               |
|    | İsmet İnönü, Sisè mandat        | 4 de maig de 1931      | 1 de març de 1935                   | Partit Republicà del Poble (CHP)               |
|    | İsmet İnönü, Setè mandat        | 1 de març de 1935      | 25 d'octubre de 1937                | Partit Republicà del Poble (CHP)               |
| 3  | Celal Bayar, Primer mandat      | 25 d'octubre de 1937   | 11 de novembre de 1938              | Partit Republicà del Poble (CHP)               |
|    | Celal Bayar, Segon mandat       | 11 de novembre de 1938 | 25 de gener de 1939                 | Partit Republicà del Poble (CHP)               |
| 4  | Refik Saydam, Primer mandat     | 25 de gener de 1939    | 3 d'abril de 1939                   | Partit Republicà del Poble (CHP)               |
|    | Refik Saydam, Segon mandat      | 3 d'abril de 1939      | 8 de juliol de 1942                 | Partit Republicà del Poble (CHP)               |
| 5  | Ahmet Fikri Tüzer*              | 8 de juliol de 1942    | 9 de juliol de 1942                 | Partit Republicà del Poble (CHP)               |
| 6  | Şükrü Saracoğlu, Primer mandat  | 9 de juliol de 1942    | 9 de març de 1943                   | Partit Republicà del Poble (CHP)               |
|    | Şükrü Saracoğlu, Segon mandat   | 9 de març de 1943      | 7 d'agost de 1946                   | Partit Republicà del Poble (CHP)               |
| 7  | Mehmet Recep Peker              | 7 d'agost de 1946      | 10 de setembre de 1947              | Partit Republicà del Poble (CHP)               |
| 8  | Hasan Saka, Primer mandat       | 10 de setembre de 1947 | 10 de juny de 1948                  | Partit Republicà del Poble (CHP)               |
|    | Hasan Saka, Segon mandat        | 10 de juny de 1948     | 16 de gener de 1949                 | Partit Republicà del Poble (CHP)               |
| 9  | Şemsettin Günaltay              | 16 de gener de 1949    | 22 de maig de 1950                  | Partit Republicà del Poble (CHP)               |
| 10 | Adnan Menderes, Primer mandat   | 22 de maig de 1950     | 9 de març de 1951                   | Partit Demòcrata (DP)                          |
|    | Adnan Menderes, Segon mandat    | 9 de març de 1951      | 17 de maig de 1954                  | Partit Demòcrata (DP)                          |
|    | Adnan Menderes, Tercer mandat   | 17 de maig de 1954     | 9 de desembre de 1955               | Partit Demòcrata (DP)                          |
|    | Adnan Menderes, Quart mandat    | 9 de desembre de 1955  | 25 de novembre de 1957              | Partit Demòcrata (DP)                          |
|    | Adnan Menderes, Cinquè mandat   | 25 de novembre de 1957 | 27 de maig de 1960                  | Partit Demòcrata (DP)                          |
| 11 | Cemal Gürsel, Primer mandat     | 27 de maig de 1960     | 5 de gener de 1961                  | Govern militar                                 |
|    | Cemal Gürsel, Segon mandat      | 5 de gener de 1961     | 27 d'octubre de 1961                | Govern militar                                 |
| 12 | Emin Fahrettin Özdilek          | 27 d'octubre de 1961   | 20 de novembre de 1961              | Govern militar                                 |
|    | İsmet İnönü, Octavo mandat      | 20 de novembre de 1961 | 25 de juny de 1962                  | Partit Republicà del Poble                     |
|    | İsmet İnönü, Noveno mandat      | 25 de juny de 1962     | 25 de desembre de 1963              | Partit Republicà del Poble                     |
|    | İsmet İnönü, Decimo mandat      | 25 de desembre de 1963 | 20 de febrer de 1965                | Partit Republicà del Poble                     |
| 13 | Suad Hayri Ürgüplü              | 20 de febrer de 1965   | 27 d'octubre de 1965                | Partit de la Justícia (AP)                     |
| 14 | Süleyman Demirel, Primer mandat | 27 d'octubre de 1965   | 3 de novembre de 1969               | Partit de la Justícia (AP)                     |
|    | Süleyman Demirel, Segon mandat  | 3 de novembre de 1969  | 6 de març de 1970                   | Partit de la Justícia (AP)                     |
|    | Süleyman Demirel, Tercer mandat | 6 de març de 1970      | 26 de març de 1971                  | Partit de la Justícia (AP)                     |
| 15 | Nihat Erim, Primer mandat       | 26 de març de 1971     | 11 de desembre de 1971              | Govern de coalició «Unitat Nacional»           |
|    | Nihat Erim, Segon mandat        | 11 de desembre de 1971 | 22 de maig de 1972                  | Govern de coalició «Unitat Nacional»           |
| 16 | Ferit Melen                     | 22 de maig de 1972     | 15 d'abril de 1973                  | Govern Provisional                             |
| 17 | Naim Talu                       | 15 d'abril de 1973     | 26 de gener de 1974                 | Govern Provisional                             |
| 18 | Bülent Ecevit, Primer mandat    | 26 de gener de 1974    | 17 de novembre de 1974              | Partit Republicà del Poble                     |
| 19 | Sadi Irmak                      | 17 de novembre de 1974 | 31 de març de 1975                  | Govern Provisional                             |
|    | Süleyman Demirel, Quart mandat  | 31 de març de 1975     | 21 de juny de 1977                  | Partit de la Justícia (AP)                     |
|    | Bülent Ecevit, Segon mandat     | 21 de juny de 1977     | 21 de juliol de 1977                | Partit Republicà del Poble                     |
|    | Süleyman Demirel, Cinquè mandat | 21 de juliol de 1977   | 5 de gener de 1978                  | Partit de la Justícia (AP)                     |
|    | Bülent Ecevit, Tercer mandat    | 5 de gener de 1978     | 12 de novembre de 1979              | Partit Republicà del Poble                     |
|    | Süleyman Demirel, Sisè mandat   | 12 de novembre de 1979 | 12 de setembre de 1980              | Partit de la Justícia (AP)                     |
| 20 | Bülend Ulusu                    | 21 de setembre de 1980 | 13 de desembre de 1983              | Govern Militar                                 |
| 21 | Turgut Özal, Primer mandat      | 13 de desembre de 1983 | 21 de desembre de 1987              | Partit de la Mare Pàtria (ANAP)                |
|    | Turgut Özal, Segon mandat       | 21 de desembre de 1987 | 9 de novembre de 1989               | Partit de la Mare Pàtria (ANAP)                |
| 22 | Yıldırım Akbulut                | 9 de novembre de 1989  | 23 de juny de 1991                  | Partit de la Mare Pàtria (ANAP)                |
| 23 | Mesut Yılmaz, Primer mandat     | 23 de juny de 1991     | 20 de novembre de 1991              | Partit de la Mare Pàtria (ANAP)                |
|    | Süleyman Demirel, Setè mandat   | 20 de novembre de 1991 | 16 de març de 1993                  | Dogru Yol Partisi (DYP)                        |
| 24 | Tansu Çiller, Primer mandat     | 25 de juny de 1993     | 5 d'octubre de 1995                 | Dogru Yol Partisi (DYP)                        |
|    | Tansu Çiller, Segon mandat      | 5 d'octubre de 1995    | 30 d'octubre de 1995                | Dogru Yol Partisi (DYP)                        |
|    | Tansu Çiller, Tercer mandat     | 30 d'octubre de 1995   | 6 de març de 1996                   | Dogru Yol Partisi (DYP)                        |
|    | Mesut Yılmaz, Segon mandat      | 6 de març de 1996      | 28 de juny de 1996                  | Partit de la Mare Pàtria (ANAP)                |
| 25 | Necmettin Erbakan               | 28 de juny de 1996     | 30 de juny de 1997                  | Refah Partisi (RP)                             |
|    | Mesut Yılmaz, Tercer mandat     | 30 de juny de 1997     | 11 de gener de 1999                 | Partit de la Mare Pàtria (ANAP)                |
|    | Bülent Ecevit, Quart mandat     | 11 de gener de 1999    | 28 de maig de 1999                  | Govern Provisional                             |
|    | Bülent Ecevit, Cinquè mandat    | 28 de maig de 1999     | 19 de novembre de 2002              | Partit Democràtic d'Esquerra DSP               |
| 26 | Abdullah Gül                    | 19 de novembre de 2002 | 12 de març de 2003                  | Partit de la Justícia i el Desenvolupament AKP |
| 27 | Recep Tayyip Erdoğan            | 12 de març de 2003     | 28 d'august de 2014 (3 reeleccions) | Partit de la Justícia i el Desenvolupament AKP |
| 28 | Ahmet Davutoğlu                 | 28 d'august de 2014    | 24 de maig de 2016                  | Partit de la Justícia i el Desenvolupament AKP |
| 29 | Binali Yıldırım                 | 24 de maig de 2016     | 9 juliol 2018                       | Partit de la Justícia i el Desenvolupament AKP |

- El Ministre d'Interior Ahmet Fikri Tüzer va exercir el dotzè mandat durant un dia com a Primer Ministre abans que pel tretzè mandat fos nomenat Şükrü Saracoğlu el 9 de juliol de 1942.